# Achaeus podocheloides
Achaeus podocheloides is een krabbensoort uit de familie van de Inachidae. De wetenschappelijke naam van de soort is voor het eerst geldig gepubliceerd in 1970 door Griffin.